# Federico Bravo
Federico Bravo (Jesús María, 5 oktober 1993) is een Argentijns voetballer die bij voorkeur als defensieve middenvelder speelt. Hij stroomde in 2013 door vanuit de jeugd van Boca Juniors. Gedurende het seizoen 2015-2016 werd Bravo verhuurd aan UD Las Palmas.

## Clubcarrière
Bravo is een jeugdproduct van Boca Juniors. Hij debuteerde in de Argentijnse Primera División tijdens het seizoen 2012/13. In totaal kwam hij tot negen optredens gedurende dat seizoen. In juli 2013 kreeg hij concurrentie van Fernando Gago, die terugkeerde bij Boca Juniors na verschillende avonturen in Europa.
1 Cillessen ·
2 Park ·
3 Mármol ·
4 Suárez ·
5 J. Muñoz ·
6 González ·
7 Pejiño ·
8 Campaña ·
9 Cardona ·
10 Moleiro ·
11 B. Ramírez ·
12 Loiodice ·
13 Horkaš ·
14 Fuster ·
15 McKenna ·
16 McBurnie ·
17 Mata ·
18 Rozada ·
19 S. Ramírez ·
20 Rodríguez  ·
21 Gil ·
22 Sinkgraven ·
23 Á. Muñoz ·
24 Januzaj ·
25 Valles ·
28 Herzog ·
29 Essugo ·
37 Silva ·
Coach: Carrión
· Assistent-coach: Cisma